# Вероніка кропиволиста
Вероніка кропиволиста (Veronica urticifolia) — багаторічна трав'яниста рослина, вид роду вероніка (Veronica) родини подорожникові (Plantaginaceae).

## Морфологічна характеристика
Стебла одиночні, прості, прямостійні, негусто запушені віддаленими, щетинистими, іноді залозистими волосками, у суцвітті відстовбурчені та коротко залозистоволосисті, 30—70 см заввишки.
Листки сидячі або нижні з дуже короткими черешками, широкі, яйцеподібні або довгасті, в основі серцеподібні чи усічені, по краю гостро та нерівно пилчасті або зубчасті, на верхівці гострі. Верхні листки значно загострені, середні 4—8 см завдовжки, 2—5 см шириною, злегка серцеподібні при основі, на верхівці загострені, знизу або з обох сторін з рідкими волосками.
Китиці супротивні, в пазухах верхніх листків, пухкі, багатоквіткові. Чашечка чотирихроздільна, з ланцетними, тупуватими, переважно по краю залозистовійчатими, нерівними частками. Віночок 4—7 мм в діаметрі, блідо-рожевий або блідо-блакитний, з темними смужками, іноді червонуватий, удвічі довший від чашечки. Тичинки 5—8 мм завдовжки, перевищують віночок або трохи коротші від нього, з прямими білими нитками, з фіолетовими яйцеподібними пиляками.
Плід — коробочка.

## Поширення
Вид поширений у Європі; в Україні у Карпатах. Росте у гірських лісах та посеред чагарників.